# Goera tecta
Goera tecta is een schietmot uit de familie Goeridae.
De soort komt voor in het Oriëntaals gebied.